# La Renga
La Renga é uma banda argentina de hard rock formada em 31 de dezembro de 1988. Considerado como uma das melhores bandas de rock nacionais de todos os tempos. O primeiro show da banda ocorreu em 1988, para comemorar o ano novo no bairro Mataderos. Depois de se intitularem La Renga iniciaram uma série de apresentações no Clube Larrazábal e em todo circuito underground de Buenos Aires. 

## Discografia

### Álbuns
- Esquivando charcos (1991)
- A donde me lleva la vida... (1993)
- Bailando en una pata (1995)
- Despedazado por mil partes (1996)
- La Renga (1998)
- La esquina del infinito (2000)
- Insoportablemente vivo (2001)
- Detonador de sueños (2003)
- Truenotierra (2006)

### EP's
- Documento único (2002) - Mini-CD
- Gira Truenotierra (2007) - DVD

### VHSeDVDs
- Bailando en una pata (1995)
- Insoportablemente vivo (2004)
- En el ojo del huracán (2006)